# 沈鵬 (清朝)
沈鵬（1870年—1909年），江蘇省蘇州府常熟縣人，清朝政治人物。

## 生平
光緒二十年（1894年）甲午科進士，二甲130名。同年五月，改翰林院庶吉士。光緒二十一年四月，散館，授翰林院編修。

## 事迹
沈鵬自幼父母雙亡，由其嫂撫養成人。中舉入都，名動公卿。袁昶、費念慈皆想招其為女婿。因費女才貌雙全，遂訂婚。費念慈之妻為徐郙女兒，為人驕橫，嫌棄沈鵬貧窮。沈鵬直到入翰林之後，方與費氏拮据完婚。此後，欲上疏彈劾李蓮英、榮祿、剛毅，叱三人為“三兇”，並請求掌院學士徐桐代為上奏。徐桐大怒，斥責其喪心病狂。沈鵬南歸。李蓮英等三人聞知此事，授意將其撤職下獄。庚子拳亂起，方出獄。